# Rábahídvég
Rábahídvég è un comune dell'Ungheria di 1.053 abitanti (dati 2001). È situato nella contea di Vas.